# Arák–Kom nagysebességű vasútvonal
Az Arák–Kom nagysebességű vasútvonal a második nagysebességű vasúti projekt Iránban, amely a Teherán-Kom-Iszfahán nagysebességű vasútvonal Kom állomásról fog leágazni. Az új vasútvonal hossza 117 km lesz és Arák városát fogja kiszolgálni. Az Iráni Iszlám Köztársaság Vasúttársasága 1,2 milliárd eurós szerződést írt alá olasz partnerével az iráni Kom és Arák városok közötti nagysebességű vasútvonal létrehozásáról. Irán úgy döntött, hogy a projektet a kínaiakra bízza, miután egy olasz cég visszalépett az Iránnal szembeni amerikai szankciók miatt. Ez az új nagysebességű vonal, amely az iráni nemzeti vasúthálózat része, kétvágányú személyszállító vasútvonal lesz, és maximum 300 km/órás üzemi sebességgel fognak rajta a vonatok közlekedni.